# Messenger (komunikator internetowy)
Messenger (poprzednio: Facebook Messenger) – komunikator internetowy stworzony przez amerykański konglomerat technologiczny Meta Platforms. Służy do wysyłania wiadomości, zdjęć, filmów, naklejek i innych plików, a także pozwala reagować na wiadomości znajomych i wchodzić w interakcje z botami. Usługa umożliwia również połączenia głosowe (w tym grupowe) oraz wideorozmowy. Aplikacja oferuje możliwość szyfrowania wiadomości oraz dostęp do minigier.

## Historia
Od 2008 roku aplikacja była rozwijana jako Facebook Chat, później oddzielono ją od głównej aplikacji Facebooka oraz w 2011 przemianowano na Facebook Messenger. 
W 2010 roku przez ówcześnie nazywający się Facebook Chat dodano możliwość prowadzenia rozmów z innymi użytkownikami sieci XMPP. Funkcję tę jednak wycofano całkowicie 30 kwietnia 2015 roku. 
W 2015 roku uruchomiono wersję internetową Messengera oraz wprowadzono możliwość korzystania z aplikacji bez rejestracji w serwisie Facebook. Opcja założenia konta w aplikacji bez posiadania konta w serwisie Facebook była dostępna do 2019 r. Pod koniec 2019 r. Facebook zmodyfikował regulamin, zmieniając sposób korzystania z komunikatora i narzucając wymóg posiadania konta w serwisie Facebook przy zakładaniu nowego konta w komunikatorze. Zmiany wprowadzone pod koniec 2019 r. nie dotyczą jedynie tych użytkowników, którzy już posiadali swoje konta w komunikatorze.
W październiku 2016 roku Facebook uruchomił usługę Messenger Lite, tj. wersję Messengera pozbawioną szeregu dodatkowych funkcji. W 2018 r. Facebook zauważył potrzebę wdrożenia ciemnego motywu w swoich aplikacjach, dlatego główna aplikacja, jak i też Messenger go posiadają. 15 sierpnia 2020 roku komunikator uruchomił możliwość komunikacji z użytkownikami aplikacji Instagram Direct należącej do serwisu społecznościowego Instagram.
We wrześniu 2023 roku Messenger Lite został wyłączony. Decyzję podyktowano tym, że obecne telefony są w stanie zapewnić wystarczająco dobrą wydajność do uruchomienia standardowej wersji komunikatora.

## Popularność
W kwietniu 2017 z usługi Facebook Messenger korzystało 1,2 mld użytkowników. W 2023 roku liczba aktywnych użytkowników spadła do około 1,04 mld.
Podczas pandemii COVID-19, ruch na platformie wzrósł o 50%, a liczba wykonywanych połączeń grupowych przez Messengera wzrosła o 1000%.

## Logo
Od początku istnienia tego programu logo było białym piorunem na ciemnoniebieskiej, prostokątnej chmurce.
W 2013 roku zmieniony został odcień koloru tego logo na jasnoniebieski, a jego kształt – na okrągły.
W 2016 roku, gdy uruchomiono Messenger Lite, kolory logo tej wersji zostały zamienione, czyli powstał błękitny piorun na białym tle. Kolory się nie zmieniły.
W 2018 roku logo zostało zmienione na tę samą „chmurkę”, jednak z gładkimi końcówkami i nieznacznie zmienionym odcieniem.
W 2020 roku kolor błękitny został zmieniony na niebiesko-fioletowo-różowy w celu uczczenia uruchomienia możliwości komunikacji z użytkownikami Instagram Direct. Niektórzy polskojęzyczni użytkownicy zaczęli dopatrywać się w niej „propagowania społeczności LGBT”, jednak w rzeczywistości wykorzystana kolorystyka miała na celu podkreślenie integracji obu komunikatorów.
W 2025 roku wprowadzono logo nawiązujące do tego, które obowiązywało do 2020 roku. 
Poniższa tabela prezentuje historię logotypów wykorzystywanych przez Messengera. 
| Okres używania logotypu | 2011–2013 | 2013–2018                   | 2018–2020                                            | 2020–2025                   | od 2025 roku |
| Zdjęcie                 |           | Logo Messengera (2013–2018) | To samo logo, ale z zaokrąglonymi rogami (2018–2020) | Logo Messengera (2020–2025) |              |

## Próba stałego monitoringu konwersacji przez rząd Stanów Zjednoczonych
W 2018 roku ministerstwo sprawiedliwości USA próbowało wymusić na Facebooku modyfikację Messengera w taki sposób, żeby można było w każdej chwili podsłuchać szyfrowane rozmowy. Sąd zadecydował na korzyść Facebooka, lecz sprawa została utajniona. W listopadzie 2018 roku organizacje non-profit tj. ACLU czy EFF złożyły podanie o ujawnienie sprawy, na które odpowiedziano odmową w lutym 2019 roku. Odwołanie od decyzji złożono w kwietniu 2020 roku.